# Claude Garrandes
 (novembre 2023).
La mise en forme du texte ne suit pas les recommandations de Wikipédia : il faut le « wikifier ».
Les points d'amélioration suivants sont les cas les plus fréquents. Le détail des points à revoir est peut-être précisé sur la page de discussion.
- Les titres sont pré-formatés par le logiciel. Ils ne sont ni en capitales, ni en gras.
- Le texte ne doit pas être écrit en capitales (les noms de famille non plus), ni en gras, ni en italique, ni en « petit »…
- Le gras n'est utilisé que pour surligner le titre de l'article dans l'introduction, une seule fois.
- L'italique est rarement utilisé : mots en langue étrangère, titres d'œuvres, noms de bateaux, etc.
- Les citations ne sont pas en italique mais en corps de texte normal. Elles sont entourées par des guillemets français : « et ».
- Les listes à puces sont à éviter, des paragraphes rédigés étant largement préférés. Les tableaux sont à réserver à la présentation de données structurées (résultats, etc.).
- Les appels de note de bas de page (petits chiffres en exposant, introduits par l'outil «  Source ») sont à placer entre la fin de phrase et le point final[comme ça].
- Les liens internes (vers d'autres articles de Wikipédia) sont à choisir avec parcimonie. Créez des liens vers des articles approfondissant le sujet. Les termes génériques sans rapport avec le sujet sont à éviter, ainsi que les répétitions de liens vers un même terme.
- Les liens externes sont à placer uniquement dans une section « Liens externes », à la fin de l'article. Ces liens sont à choisir avec parcimonie suivant les règles définies. Si un lien sert de source à l'article, son insertion dans le texte est à faire par les notes de bas de page.
- La présentation des références doit suivre les conventions bibliographiques. Il est recommandé d'utiliser les modèles {{Ouvrage}}, {{Chapitre}}, {{Article}}, {{Lien web}} et/ou {{Bibliographie}}. Le mode d'édition visuel peut mettre en forme automatiquement les références.
- Insérer une infobox (cadre d'informations à droite) n'est pas obligatoire pour parachever la mise en page.

Pour une aide détaillée, merci de consulter Aide:Wikification.
Si vous pensez que ces points ont été résolus, vous pouvez retirer ce bandeau et améliorer la mise en forme d'un autre article.
Claude Garrandes, né le 16 août 1955 à Nice, Alpes-Maritimes, est un artiste français. Retraité de l’enseignement, il est également impliqué dans le domaine associatif, éditeur, peintre, sculpteur, céramiste et inventeur.
Il est non-voyant depuis l’âge de 12 ans.

## Biographie
Devenu non-voyant en 1967, Claude Garrandes rentre au conservatoire de musique de Nice  en 1968 où il effectue un cursus complet jusqu’au Grand Prix. Parallèlement il entame des études universitaires qui le mèneront au Doctorat d’État et à l’agrégation.
Il commence une carrière d’enseignant en sciences économiques et sociales, en 1975. Il est également chargé de mission pour la scolarisation des élèves déficients visuels (Académie de Nice, France)  et chargé de formation auprès des enseignants (Académie de Nice, France), poste qu’il conserve jusqu'à sa retraite en 2012.
Afin d’assurer l’égalité des chances des mal et non-voyants , il créera plusieurs associations qui œuvrent dans les domaines de l’accessibilité : 
- L’Association Horus, créée en 1987, qui deviendra un service des Pupilles de l’Enseignement Public des Alpes-Maritimes en 2012[4]. Cette association a pour but l’aménagement des postes de travail pour les employés handicapés, ainsi que l’adaptation des manuels scolaires pour les élèves et étudiants handicapés [5]
- L’atelier aux cent-regards : Atelier de gravures et gaufrages [6].
- L’Association Arrimage, créée en 1992, qui a pour but de rendre l’Art accessible à tous. Cette association intervient sur plusieurs champs d’actions 
  - L'édition d'ouvrages d'art, en relief, à travers les éditions Garrandès
  - La signalétique et l'adaptation d’œuvres d'art pour les mal et non-voyants.
  - Des manifestations techniques et culturelles.
  - Des ateliers artistiques.
  - Des activités pédagogiques en partenariat avec différents acteurs (Éducation Nationale, Musées, Fondations, etc)[7].

### Formation académique
- Diplôme d’Études Approfondies en Droit Privé Fondamental, Droit Économique, Histoire du Droit, 1984
- Doctorat d’État en Psychologie et Sciences de l’Éducation, Habilitation à Diriger des Recherches, sous la direction du Pr. Arlette Bourcier-Mucchielli, obtenu avec Mention Très Honorable, Nice, 1985[8].
- Agrégation en Sciences Économiques et Sociales
- Service d’observation de jour, Schizophrénie. Travaux collaboratifs en tant que psychologue clinicien avec le Pr Guy Darcourt et le psychologue Jean-Pierre Vernet, Hôpital Pasteur, Nice, France, de 1989 à 1992.

### Formation artistique
Dans sa jeunesse, Claude Garrandes a suivi une formation musicale classique au conservatoire de Nice (1968-1977 : Prix d’Harmonie, Prix de Musique de chambre, Prix d’Orgue Cours Supérieur, Prix d’improvisation, sous la direction de Pierre Cochereau, avant de s’investir dans l’art plastique.
Compte tenu de sa cécité et de son parcours scientifique, il a créé et développé plusieurs formes d’expressions artistiques , notamment les coptographies métalliques, qui lui permettent de traduire ses « images mentales » 

## Travail d’éditeur

### Livres d’art
- 1991 : « Van Gogh », collection de portraits, paysages, natures mortes de Vincent Van Gogh, en gaufrage accompagnés d'extraits de la correspondance du peintre avec son frère Théo van Gogh, tirés à 25 exemplaires [11]
- 1991 : « Caresser Picasso », livre d’art présentant en gaufrage les œuvres réalisées par Picasso au Musée d'Antibes en 1946. Elles appartiennent au cycle d'Antipolis inspiré par le château Grimaldi. Elles se répartissent en trois séries: La mythologie et Antipolis, les animaux d'Antibes, et Picasso et l'Amour. L'ouvrage comporte 20 gaufrages, gravés par Claude Rodrigues accompagnés de textes en français, en noir et blanc et en Braille. Il est préfacé par Jack Lang, Ministre de la Culture, et conçu et écrit par Daniele Giraudy.  (ISBN 2-7118-2745-3) [12]
- 1992 «  Cocteau Envisagé », coffret d’art, contenant un choix représentatif de l'ensemble du travail de dessinateur de Jean Cocteau, réalisé grâce à l'autorisation d'Edouard Dermit et de Jean Marais. Ce coffret contient 28 gaufrages  gravés par Fabrice Barbaras, une préface de Louis Nucéra, un préliminaire de Jasmine Brisac, et des textes de Michel Dray interprétés par Jean Marais. Tirés à 1000 exemplaires,  (ISBN 2-909770-001) [13]
- 1994 « Le Grave et l'Aigu », coffret d’art alliant poésie de Jeanne Gatard et gravures de Gérard Serée, tirés à 40 exemplaires.
- 1994 « Matisse chorégraphe : La Danse », coffret d’art présentant  25 gaufrages de dessins d'Henri Matisse, la préface est de Louis Nucéra, l’avant propos est de Charles Minetti, les gravures sont de Fabrice Barbaras, et le coffret comprend un commentaire audio (poèmes d'Alain Lefeuvre), dit par Jacques Toja et Jacques Weber. Tirés à 1000 exemplaires,  (ISBN 2-909770-02-8) [14]
- 1995 « Ecriture: le livre Blanc », livre d’art, couverture de Fabrice Barbaras, tirés à 20 exemplaires.
- 2001 « Histoire de Lyre », coffret d’art comprenant 13 gaufrages, il ne s'agît pas d'une adaptation d'œuvres existantes, mais d'une création originale. Texte de Verka (français, anglais, italien), gravures de Fabrice Barbaras. Tirés à 450 exemplaires [15]
- 2002 « A fleurs de doigts » portfolio d'art composé de 9 gaufrages gravés par Jean Cortèse, décrivant la flore de l'Égypte ancienne et de la Méditerranée. Réalisée à l’occasion de l'exposition tripartite Musée de la Vieille Charité de Marseille, Musée du Louvre de Paris et du Musée Egyptien du Caire (Égypte ) à la demande de Madame la Conservatrice Danièle Giraudy.  (ISBN 2-909770-04-4)
- 2009 « Chanson des cartons chics », portfolio d'art autour d'un poème de P.M.Joinul, d'une musique de J.Cedron et d'un gaufrage de Claude Garrandes. Tirés à 40 exemplaires
- 2011 «Hommes des merveilles », coffret d’art sur les gravures rupestres de la Vallée des Merveilles. Gravures de René David, tirés à 1000 exemplaires.  (ISBN 978-2-909770-06-2) [16]
- 2011 « Métamorphose vers le blanc », portfolio d’art de Caroline Challan Belval, tiré à 80 exemplaires  [17]
- 2014 « Le Petit Prince », coffret d’art comptant une sélection de 23 gaufrages extraits des aquarelles d’Antoine de Saint Exupéry présentes dans ‘Le Petit Prince’, gravures de René David, tirés à 1500 exemplaires.  (ISBN 978-2-909770-07-9) [18]
- 2020 « Aurore », livre d’art, présentant 12 illustrations originales de Catherine Dorochenko et leurs interprétations en gaufrage en vis-à-vis. Gravures de René David, tirés à  550 exemplaires,  (ISBN 978-2-909770-08-6)
- 2024 « Claude Garrandes - Sculpteur d'ombres », Catalogue d'artiste reprenant ses principaux travaux de coptographies, tirés à 200 exemplaires,  (ISBN 978-2-909770-09-3)

### Livres pédagogiques
- 1990 « Apprendre à jouer en touchant », livre pédagogique en thermoformé à destination de jeunes non-voyants, tirés en 100 exemplaires [19]
- 1990 « Quelle heure est-il ? », livre pédagogique en thermoformé à destination de jeunes non-voyants, tirés en 100 exemplaires [19]
- 2000 « Le grand méchant Glou », livre pédagogique en gaufrage, à destination de jeunes non-voyants. Imprimé par les « éditions Claude Garrandes » pour les éditions « Les doigts qui rêvent ». Tiré en 500 exemplaires,  (ISBN 2-911782-24-0)
- 2002 « Chicaloon », livre pédagogique en gaufrage, à destination de jeunes non-voyants, textes et dessins de Valérie Allongé, tirés en 10 exemplaires.
- 2004 « Les arbres de mon quartier » livre pédagogique en thermoformé à destination des jeunes du quartier de politique prioritaire de Nice Nord. Tirés en 50 exemplaires

## Travaux scientifiques et pédagogiques
- « SULTAH-Braille : Signes Utilisés pour la Lecture, la Transcription et l’Abrégement Homologué du Braille ». Doctorat d’Etat 1985 [1]
- Adaptation pour les non-voyants de la Tortue LOGO[20].
- «  Cocteau et la Côte d’Azur ». Exposition itinérante, Académie des Alpes-Maritimes et du Var. Découverte des œuvres de  Cocteau en liaison avec le patrimoine local. 1993 [21]
- Conférence / Interventions au colloque « Nuit salvatrice: Les Mille et une nuits » organisé par la section du Monde Arabe à l’Université de Toulouse[22].
- « Matisse, sentir la lumière ». Atelier / Exposition itinérante, Académie des Alpes-Maritimes et du Var. Découverte des œuvres de Matisse en liaison avec le patrimoine local[23].
- « Cent regards d’aveugles : les aveugles à travers les âges, les civilisations et la culture » Conférence pour l'association « Voir Ensemble », Paris, 1997.
- « Graphisme en relief au service des étudiants aveugles.» Colloque à l’Œuvre Nationale des Aveugles, Foire du Livre de Bruxelles, Belgique, 1998.
- « URANIA », Utilisation Rendue Accessible du Numérique et de l’Interactivité aux Aveugles, système de dessin assisté par ordinateur adapté aux non-voyants[24].
- « Art et résilience » Conférence au Palais de la Paix, Bethléem, Palestine, 2009
- Ecritech : expérimentation de tablettes numériques pour les déficients visuels comme outils pédagogique, en partenariat avec Apple France et le Conseil Départemental des Alpes-Maritimes [25]
- « Mac pour Tous: l'intégration en milieu scolaire avec l'iPad », intervenant principal : séminaire animé par. Fonctionnalités et Apps proposant une aide pour les Dys, prise de note, écriture, lecture, expression orale. Apple  France, Bureaux de la place Iéna, Paris, 2012 [26]
- « Sensibilisation sur les conditions d’intégration des personnels handicapés: les apports de l’aménagement du poste de travail et le travail en équipe. », Témoignage d’activité professionnelle publié dans la brochure du Ministère de l’Éducation Nationale, Paris, 2012.
- « Vivre avec une déficience visuelle », conférence à l’occasion du Forum de sensibilisation, d’information et de dépistage des troubles de la vision, Centre Hospitalier Universitaire de Saint Roch, Nice, 2012[27]
- « De la typographie à l’écriture Braille ». Animation d’ateliers pour un large public (réfugiés, enfants, adultes, personnes handicapées), autour de l’écriture Braille, du gaufrage et de l’art en relief, au Centre d’Accueil des Demandeurs d’Asile (ADOMA), Festival « Correspondance » de Manosque, France 2014.
- « Percevoir et Être touché: voyage des personnes déficientes visuelles vers la beauté et l’expérience esthétique », participation à un comité scientifique pour définir le cahier des charges d’une commande publique dans le but de créer une installation artistique. Organisé par le Conseil Départemental du Puy-de-Dôme, France, 2016. L’œuvre sélectionnée fut : « Le Secret du monde » de Nathalie Talec [28]
- « Les 12 Fantastiques ». Découverte de la mythologie du zodiaque chinois à travers les œuvres de l’artiste Liu Yilin, en taille réelle, puis en miniature. Reproduction de sculptures avec les élèves de l’école spécialisée du Château de Nice. 2016
- Conférence à destination des professionnels de la médiation culturelle, Maison des associations d’Antibes, 2016 [29]
- Ateliers pédagogiques et artistiques « Le Petit Prince » 2014-2019. Réalisation d’outils pédagogiques adaptés et de contenus pédagogiques et culturels autour du « Petit Prince » à destination de personnes valides et handicapées visuels en mixité. Ces ateliers ont eu lieu tout autour du monde (France, États-Unis, Canada, Suisse, Singapour, Hong-Kong, Thaïlande) [30]
- Ateliers pédagogiques et artistiques « Aurore » 2022. Réalisation d’outils pédagogiques adaptés et de contenus pédagogiques et culturels autour du livre d’art « Aurore » à destination de personnes valides et handicapées visuels en mixité[31].
- « Comment renforcer l’accès à la culture pour les personnes en situation de handicap visuel / aveugles ou mal-voyants » colloque à  l'Assemblée Nationale le 15 mai 2024.

## Expositions artistiques et résidences d’artistes
Claude Garrandes travaille plusieurs formes d’art plastique : Peinture, céramique, gaufrage et coptographie métallique (l’art de créer des formes qui, offertes à la lumière, révèlent un dessin reproduisant l’effet de l’estompe) 
- « Cocteau Envisagé », Chapelle Saint-Pierre de Villefranche-sur-Mer, France, 1992. Exposition des gaufrages du coffret d’art « Cocteau Envisagé »[33]
- « Caressez Picasso », Musée Picasso, Antibes, France, 1992. Exposition des gaufrages du coffret d’art « Caressez Picasso »
- « Matisse Chorégraphe », Musée d’Art Moderne de Paris, France, six mois en 1995. Exposition des gaufrages du coffret d’art « Matisse chorégraphe : La Danse » [34]
- « Matisse et Cocteau », Musée des beaux-arts du Canada, Ottawa, Canada, 1997. Exposition des gaufrages des coffrets d’art « Matisse chorégraphe : La Danse » et « Cocteau Envisagé ».
- « Histoire de Lyre », Hôtel Négresco, Nice, France, 2001. Exposition des gaufrages du coffret d’art « Histoire de Lyre ».
- « A la lumière de nos doigts », Musée Matisse, Nice, France, printemps, été 2002. Exposition des gaufrages du coffret d’art « Matisse chorégraphe : La Danse »[35].
- « A fleurs de doigts » Exposition tripartite : Musée de la Vieille Charité de Marseille (en collaboration avec Mme Danièle Giraudy), Musée du Louvre de Paris et Musée Égyptien du Caire , 2002. Exposition du portfolio d’art « A fleurs de doigts »
- « L’invisibilité de l’écriture » Galerie Baudoin-Lebon, Paris, France, 2003. Exposition conjointe entre Claude Garrandes et Pierre Joinul, présentant leurs travaux individuels et communs.
- « Exposition Claude Garrandes », Art Gallery Werbestudio, Dornhan, Allemagne, 2003. Présentation des livres « Cocteau Envisagé » et « Matisse Chorégraphe », exposition de gaufrages[36].
- « L’invisibilité de l’écriture », Musée du Papier, Angoulême, France, 2004. Exposition conjointe entre Claude Garrandes et Pierre Joinul, présentant leurs travaux individuels et communs.
- « All’ombra della scritura », Galerie Del Barcon Milan, Italie, 2007. Exposition communes entre Fedi, Gini, Joinul et Garrandes[37].
- « La vie au bout des doigts », Espace Commines, Paris, France, 2007. Exposition conjointe entre Claude Garrandes et Pierre Joinul, présentant leurs travaux individuels et communs[38].
- « Rigorosa mente libri », Salon du livre, Foggia, Italie, 2008. Exposition des différents livres d’art réalisés par les éditions Claude Garrandes.
- « Obstacle et repère : ombre et lumière », Palais de la Paix, Place de la Nativité, Bethléem, Palestine, 2009. Exposition de coptographies métalliques réalisées durant la résidence d’artiste et les ateliers pédagogiques ayant eu lieu sur place.
- « Projection, Villefranche-de-Rouergue », France, 2009. Exposition et projection des ombres de coptographies métalliques sur les façades de la collégiale Notre Dame de Villefranche-de-Rouergue [39].
- Biennale Internationale du Livre de l’Artiste de la BA, Bibliothèque d’Alexandrie, Égypte, 2010. Exposition du portfolio « Chanson des Cartons Chics ».
- Métamorphose vers le blanc, Espace culturel du Collège Port Lympia, Nice, France, 2012 Exposition de gaufrages réalisés en partenariat entre Caroline Challan Belval et Claude Garrandes [17].
- « On n'aura jamais fini d'épuiser les apparences », C.I.A.C. de Carros, France, 2012 Exposition de gaufrages réalisés en partenariat entre Caroline Challan Belval et Claude Garrandes [17].
- Exposition « Couleur Nice », Théâtre National de Nice, France, 2013. Exposition de coptographies métalliques de Claude Garrandes, à la suite de l’article réalisé par le magazine Couleur Nice sur l’artiste[40].
- Exposition Antoine de Saint Exupéry, Institut des lettres et des Manuscrit Paris, 2012. Exposition « hors les murs » de gaufrages tirés du « Petit Prince » [41]
- « Psyché », Chapelle Saint-Elme, Citadelle de Villefranche-sur-Mer, France, 2012-2013. Exposition intégralement dédiées aux œuvres de Claude Garrandes[42].
- « Ars architectonica : du regard, de la main », Cité de l’Architecture et du Patrimoine, Paris France, 2014. Exposition de gaufrages réalisés en partenariat entre Caroline Challan Belval et Claude Garrandes[17].
- « Toucher : L'avenir », collège Port Lympia de Nice, France 2014, 2015. Exposition intégralement dédiées aux œuvres de Claude Garrandes [32]  .
- « Voilah! 2015 », Singapour, 2015. Exposition de gaufrages tirés du « Petit Prince » – Edition Claude Garrandes durant le Festival culturel de la France « Voilah! 2015 »[43]
- Maïcon : un homme du XXe siècle, Chapelle Saint-Elme, Citadelle de Villefranche-sur-Mer, France, 2016. Exposition de coptographies métalliques inspirées du « Petit Prince »[44]
- Le Petit Prince dans le noir. Gyeonggi Provincial Museum, Yongin, République de Corée, 2016. Exposition de gaufrages tirés du « Petit Prince » – Edition Claude Garrandes [45]
- « Voyant non voyant ». Résidence d’artiste au Nouveau Musée National de Monaco, accompagné de Michel Paysant, cette résidence a donné lieu à un film réalisé par Phillipe Puicouyoul [46]
- « Le Petit Prince, collection de livres et conversation interculturelle » au Musée d'honneur Thammasat. Université Thammasat, Centre Rangsit, Thailande [47].
- « Je suis Braille, je brille » Nice ,2017. Exposition de photographies grandeur nature de la coptographie métallique « Je suis Braille, je brille » sur les flancs des tramways niçois[48].
- « Corps Sportif », Musée National du Sport, Nice, France, 2018. Exposition de la coptographie métallique « Homme de Vitruve »[49].
- « La Vague », La Vague de Saint-Paul, Saint Paul de Vence, France, 2018. Exposition de deux coptographies métalliques « La Vague » et « Louise / Il Pleut » [50]
- Portet sur Garonne, Centre culturel de Portet sur Garonne, Portet sur Garonne, 2018. Exposition de coptographies métalliques inspirées du  « Petit Prince » [51]
- Célébrations des 10 ans de la Fondation Antoine de Saint-Exupéry pour la Jeunesse, Maison des Océans, Paris, 2019. Exposition de coptographies métalliques inspirées du  « Petit Prince » [52].
- Festival international d'Art Contemporain de Monaco – « GemlucArt 2019 », Auditorium Rainier III, principauté de Monaco, 2019. Exposition de deux coptographies métalliques « Je suis Braille je Brille » et « Le vieil homme et son chien », lauréat du Grand prix 2019 [53].
- « Pêcheur d'étoiles », Espace Nietzsche, belvédère de la colline du Château de Nice, 2024. Exposition temporaire de coptographies métalliques[54].

## Distinctions
- Chevalier de l'ordre des Palmes académiques Chevalier dans l’Ordre des Palmes Académiques[55].
- Médaille du Dévouement Associatif de Villefranche-sur-Mer, 2012.
- Médaille de la jeunesse, des sports et de l'engagement associatif, argent, 2016, Médaille d'argent de la Jeunesse, des Sports et de l'Engagement associatif[56].
- Chevalier de l'ordre des Arts et des Lettres, 2021, Chevalier dans l’ Ordre des Arts et des Lettres [57].

### Prix et récompenses
- 1996, « Buyers choice award » [58]
- 1997, « Prix de l’édition poétique » [59]
- 1998, « Prix de Poésie de Villefranche-sur-Mer» [60]
- 2003, Médaille d’or du Concours Lépine de Strasbourg 2004 [24]
- 2003, Médaille d’argent au Concours International de Recherche Éducative et de Création, 2003
- 2003, Premier Prix Aides à la Communication Déficience Visuelle au Salon International Autonomic’ Innov
- 2019, Grand Prix, festival international d’Art contemporain GemlucArt de Monaco.